# Nicolás Burdisso
Nicolás Andrés Burdisso (Altos de Chipion, 12 april 1981) is een voormalig Argentijns profvoetballer die doorgaans in de verdediging speelde. Hij speelde tussen 1999 en 2018 achtereenvolgens voor Boca Juniors, Internazionale, AS Roma, Genoa CFC en Torino. Burdisso debuteerde in 2003 in het Argentijns voetbalelftal.

## Clubcarrière
Burdisso verruilde Boca Juniors in 2004 voor Internazionale, waar hij zijn contract later verlengde tot aan de zomer van 2011. Hij tekende in augustus 2010 een vierjarig contract bij AS Roma, dat hem in het voorgaande seizoen al huurde van Internazionale. Daar kwam hij in het seizoen 2010/11 zijn jongere broer Guillermo tegen, die de club huurde van Rosario Central. In januari 2014 vertrok hij naar Genoa CFC. Hij verruilde Genoa CFC in augustus 2017 voor Torino, waar hij het na een seizoen voor gezien hield. Op 10 oktober 2018 kondigde de Argentijn aan te zijn gestopt als profvoetballer.

## Clubstatistieken
| Seizoen | Club             | Competitie       | Wedstrijden | Doelpunten |
| ------- | ---------------- | ---------------- | ----------- | ---------- |
| 1999/00 | Boca Juniors     | Primera División | 9           | 0          |
| 2000/01 | Boca Juniors     | Primera División | 17          | 2          |
| 2001/02 | Boca Juniors     | Primera División | 26          | 1          |
| 2002/03 | Boca Juniors     | Primera División | 31          | 0          |
| 2003/04 | Boca Juniors     | Primera División | 28          | 2          |
| 2004/05 | Internazionale   | Serie A          | 8           | 0          |
| 2005/06 | Internazionale   | Serie A          | 16          | 0          |
| 2006/07 | Internazionale   | Serie A          | 24          | 2          |
| 2007/08 | Internazionale   | Serie A          | 24          | 1          |
| 2008/09 | Internazionale   | Serie A          | 21          | 1          |
| 2009/10 | → AS Roma (huur) | Serie A          | 33          | 2          |
| 2010/11 | AS Roma          | Serie A          | 27          | 2          |
| 2011/12 | AS Roma          | Serie A          | 10          | 1          |
| 2012/13 | AS Roma          | Serie A          | 25          | 1          |
| 2013/14 | AS Roma          | Serie A          | 5           | 0          |
| 2013/14 | Genoa CFC        | Serie A          | 15          | 0          |
| 2014/15 | Genoa CFC        | Serie A          | 30          | 1          |
| 2015/16 | Genoa CFC        | Serie A          | 28          | 0          |
| 2016/17 | Genoa CFC        | Serie A          | 35          | 0          |
| 2017/18 | Torino           | Serie A          | 24          | 0          |

## Interlandcarrière
Op 31 januari 2003 debuteerde Burdisso tegen Honduras in het Argentijns voetbalelftal, waarvoor hij in totaal 49 interlands speelde. Hij maakte deel uit van de selectie voor het Argentijnse nationale team op het wereldkampioenschap voetbal 2006 en 2010.
| WK-statistieken                   | Club           | Positie    | W |   |   | D | A |   |   |   |
| --------------------------------- | -------------- | ---------- | - | - | - | - | - | - | - | - |
| Argentinië op het WK voetbal 2006 | Internazionale | Verdediger | 3 | 0 | 1 | 0 | 0 | 0 | 0 | 0 |
| Argentinië op het WK voetbal 2010 | Internazionale | Verdediger | 5 | 2 | 0 | 0 | 0 | 0 | 0 | 0 |

## Trivia
Op 6 maart 2007 was Burdisso betrokken bij een massale vechtpartij na de Champions League-wedstrijd tussen Valencia CF en Internazionale (0–0). Burdisso hield een gebroken neus over aan de vechtpartij, doordat wisselspeler David Navarro van Valencia hem sloeg. Deze werd hiervoor zeven maanden (later teruggebracht tot zes maanden) geschorst in alle competities.

## Erelijst
| Competitie                          |              |                                    |              |              |
| Competitie                          | Aantal       | Jaren                              |              |              |
| Boca Juniors                        | Boca Juniors | Boca Juniors                       | Boca Juniors | Boca Juniors |
| ----------------------------------- | ------------ | ---------------------------------- | ------------ | ------------ |
| Copa Libertadores                   | 3x           | 2000, 2001, 2003                   |              |              |
| Wereldbeker voetbal                 | 2x           | 2000, 2003                         |              |              |
| Primera División (Winnaar Apertura) | 2x           | 2000, 2003                         |              |              |
| Internazionale                      |              |                                    |              |              |
| Kampioen Serie A                    | 4x           | 2005/06, 2006/07, 2007/08, 2008/09 |              |              |
| Coppa Italia                        | 2x           | 2004/05, 2005/06                   |              |              |
| Supercoppa                          | 1x           | 2008                               |              |              |
| Argentijns olympisch team           |              |                                    |              |              |
| Olympisch kampioen                  | 1x           | 2004                               |              |              |
| Argentinië -20                      |              |                                    |              |              |
| Wereldkampioen -20                  | 1x           | 2001                               |              |              |